# Filipinas en los Juegos Paralímpicos
Filipinas en los Juegos Paralímpicos está representada por el Comité Paralímpico Filipino, miembro del Comité Paralímpico Internacional.
Ha participado en ocho ediciones de los Juegos Paralímpicos de Verano, su primera presencia tuvo lugar en Seúl 1988. El país ha obtenido dos medallas en las ediciones de verano, ambas de bronce.
En los Juegos Paralímpicos de Invierno Filipinas no ha participado en ninguna edición.

## Medallero

### Por edición
Juegos Paralímpicos de Verano
| Evento              | Oro | Plata | Bronce | Total |
| ------------------- | --- | ----- | ------ | ----- |
| Seúl 1988           | 0   | 0     | 0      | 0     |
| Barcelona 1992      | –   | –     | –      | –     |
| Atlanta 1996        | –   | –     | –      | –     |
| Sídney 2000         | 0   | 0     | 1      | 1     |
| Atenas 2004         | 0   | 0     | 0      | 0     |
| Pekín 2008          | 0   | 0     | 0      | 0     |
| Londres 2012        | 0   | 0     | 0      | 0     |
| Río de Janeiro 2016 | 0   | 0     | 1      | 1     |
| Tokio 2020          | 0   | 0     | 0      | 0     |
| París 2024          | 0   | 0     | 0      | 0     |
| TOTAL               | 0   | 0     | 2      | 2     |

### Por deporte
Deportes de verano
| Evento                    | Oro | Plata | Bronce | Total |
| ------------------------- | --- | ----- | ------ | ----- |
| Levantamiento de potencia | 0   | 0     | 1      | 1     |
| Tenis de mesa             | 0   | 0     | 1      | 1     |
| TOTAL                     | 0   | 0     | 2      | 2     |